# Campionato italiano di Formula 3 2010
Il Campionato italiano di Formula 3 2010 è stato la quarantaseiesima stagione della Formula 3 italiana. Iniziata il 24 aprile, è terminata il 25 ottobre 2010 dopo 16 appuntamenti in 8 weekend di gara. La serie principale è stata vinta dal pilota brasiliano César Ramos.

## La pre-stagione

### Calendario
| Gara | Gara | Circuito                                        | Giri | Lunghezza          | Data         | Ora   |
| ---- | ---- | ----------------------------------------------- | ---- | ------------------ | ------------ | ----- |
| 1    | G1   | Misano World Circuit, Misano Adriatico          | 13   | 13x4,226=54,938 km | 24 aprile    | 18:30 |
| 1    | G2   | Misano World Circuit, Misano Adriatico          | 20   | 20x4,226=84,520 km | 25 aprile    | 14:40 |
| 2    | G1   | Hockenheimring                                  | 19   | 19x4,574=86,906 km | 12 giugno    | 17:10 |
| 2    | G2   | Hockenheimring                                  | 18   | 18x4,574=82,332 km | 13 giugno    | 15:30 |
| 3    | G1   | Autodromo Enzo e Dino Ferrari, Imola            | 18   | 18x4,909=88,362 km | 4 luglio     | 11:00 |
| 3    | G2   | Autodromo Enzo e Dino Ferrari, Imola            | 18   | 18x4,909=88,362 km | 4 luglio     | 18:30 |
| 4    | G1   | Autodromo Internazionale del Mugello            | 17   |                    | 24 luglio    | 18:50 |
| 4    | G2   | Autodromo Internazionale del Mugello            | 16   |                    | 25 luglio    | 12:10 |
| 5    | G1   | Autodromo Riccardo Paletti, Varano de' Melegari | 27   | 27x2,375=64,125 km | 29 agosto    | 11:30 |
| 5    | G2   | Autodromo Riccardo Paletti, Varano de' Melegari | 28   | 28x2,375=66,500 km | 29 agosto    | 16:30 |
| 6    | G1   | Autodromo Pietro Taruffi, Vallelunga            | 17   | 17x4,085=69,445 km | 25 settembre | 15:20 |
| 6    | G2   | Autodromo Pietro Taruffi, Vallelunga            | 17   | 17x4,085=69,445 km | 26 settembre | 12:00 |
| 7    | G1   | Autodromo Internazionale del Mugello            | 17   |                    | 9 ottobre    | 15:30 |
| 7    | G2   | Autodromo Internazionale del Mugello            | 17   |                    | 10 ottobre   | 14:00 |
| 8    | G1   | Autodromo Nazionale, Monza                      | 15   | 15x5,793=86,895 km | 23 ottobre   | 15:30 |
| 8    | G2   | Autodromo Nazionale, Monza                      | 17   | 17x5,793=98,481 km | 24 ottobre   | 12:30 |

### Test
| Varano de' Melegari | 23 novembre              | Giacomo Barri      | BVM - Target Racing | 1:02.60  |
| Varano de' Melegari | 24 novembre              | Giovanni Venturini | RP Motorsport       | 1:02.70  |
| Vallelunga          | 1º dicembre              | César Ramos        | BVM - Target Racing | 1:31.111 |
| Vallelunga          | 2 dicembre               | Giulio Glorioso    | Gloria Pro Team     | 1:30.298 |
| 2010                |                          |                    |                     |          |
| Misano Adriatico    | 18 febbraio (mattina)    | Daniel Abt         | Van Amersfoort      | 1:33.577 |
| Misano Adriatico    | 18 febbraio (pomeriggio) | Daniel Abt         | Van Amersfoort      | 1:31.963 |
| Misano Adriatico    | 19 febbraio (mattina)    | Jesse Krohn        | RP Motorsport       | 1:46.428 |
| Misano Adriatico    | 19 febbraio (pomeriggio) | Jesse Krohn        | RP Motorsport       | 1:44.307 |
| Monza               | 26 febbraio (mattina)    | Andrea Caldarelli  | Prema Powerteam     | 2:02.975 |
| Monza               | 26 febbraio (pomeriggio) | Andrea Caldarelli  | Prema Powerteam     | 1:48.966 |
| Imola               | 8 marzo                  | Willi Steindl      | Van Amersfoort      | 1:41.423 |
| Imola               | 9 marzo                  | Stef Dusseldorp    | Van Amersfoort      | 1:41.889 |

## Piloti e team
| Team                                      | Telaio       | Nr. | Pilota                | Classe | Status | Weekend di Gare |
| ----------------------------------------- | ------------ | --- | --------------------- | ------ | ------ | --------------- |
| BVM - Target Racing                       | Dallara F310 | 1   | Tyler Dueck           |        | R      | 2-3, 8          |
| BVM - Target Racing                       | Dallara F310 | 1   | Edolo Ghirelli        |        | R      | 6               |
| BVM - Target Racing                       | Dallara F310 | 1   | Vittorio Ghirelli     |        | R      | 7               |
| BVM - Target Racing                       | Dallara F310 | 2   | Kevin Giovesi         |        | R      | 1               |
| BVM - Target Racing                       | Dallara F310 | 2   | Federico Scionti      |        | R      | 2               |
| BVM - Target Racing                       | Dallara F310 | 2   | Barrett Mertins       |        | R      | 5-8             |
| BVM - Target Racing                       | Dallara F310 | 3   | César Ramos           |        |        | Tutti           |
| Prema Powerteam                           | Dallara F310 | 4   | Samuele Buttarelli    |        |        | 1-5             |
| Prema Powerteam                           | Dallara F310 | 4   | Nicolas Marroc        |        |        | 6–8             |
| Prema Powerteam                           | Dallara F310 | 5   | Edoardo Liberati      |        |        | Tutti           |
| Prema Powerteam                           | Dallara F310 | 27  | Andrea Caldarelli     |        |        | Tutti           |
| RC Motorsport                             | Dallara F310 | 6   | Andrea Roda           |        | R      | Tutti           |
| RC Motorsport                             | Dallara F310 | 7   | Francesco Castellacci |        |        | 1-3             |
| RC Motorsport                             | Dallara F310 | 7   | Pasquale Di Sabatino  |        |        | 4               |
| RC Motorsport                             | Dallara F310 | 7   | Matt Lee              |        |        | 5-8             |
| RC Motorsport                             | Dallara F310 | 35  | Frédéric Vervisch     |        |        | 1-4             |
| RC Motorsport                             | Dallara F310 | 35  | Francesco Castellacci |        |        | 6–8             |
| Team Ghinzani                             | Dallara F310 | 8   | Daniel Mancinelli     |        |        | Tutti           |
| Team Ghinzani                             | Dallara F310 | 9   | Vittorio Ghirelli     |        | R      | 1               |
| Team Ghinzani                             | Dallara F310 | 9   | Nelson Mason          |        | R      | 2-4             |
| Team Ghinzani                             | Dallara F310 | 9   | Leonardo Osmieri      |        | R      | 5               |
| Team Ghinzani                             | Dallara F310 | 9   | Samuele Buttarelli    |        |        | 6–8             |
| Corbetta Competizioni                     | Dallara F310 | 10  | Alex Fontana          |        | R      | Tutti           |
| Corbetta Competizioni                     | Dallara F310 | 38  | Dino Zamparelli       |        | R      | 1               |
| Lucidi Motors                             | Dallara F310 | 11  | Stéphane Richelmi     |        |        | Tutti           |
| Lucidi Motors                             | Dallara F310 | 15  | Sergio Campana        |        |        | Tutti           |
| Lucidi Motors                             | Dallara F310 | 50  | Gianmarco Raimondo    |        |        | Tutti           |
| JD Motorsport                             | Mygale M-10  | 12  | Kevin Giovesi         |        |        | 2-8             |
| JD Motorsport                             | Mygale M-10  | 16  | Christopher Zanella   |        |        | Tutti           |
| EuroInternational                         | Mygale M-10  | 17  | Gabriel Chaves        |        | R      | Tutti           |
| EuroInternational                         | Mygale M-10  | 36  | Vittorio Ghirelli     |        | R      | 2-3, 6          |
| EuroInternational                         | Mygale M-10  | 36  | Tom Dillmann          |        |        | 7–8             |
| TP Formula                                | Dallara F310 | 18  | Marco Falci           |        | R      | 1-4             |
| TP Formula                                | Mygale M-10  | 18  | Marco Moscato         |        | R      | 6               |
| TP Formula                                | Mygale M-10  | 19  | Federico Scionti      |        | R      | 1               |
| TP Formula                                | Mygale M-10  | 19  | Matteo Beretta        |        |        | 2-6             |
| RP Motorsport                             | Dallara F310 | 21  | Jesse Krohn           |        |        | 1-7             |
| RP Motorsport                             | Dallara F310 | 21  | David Fumanelli       |        |        | 8               |
| RP Motorsport                             | Dallara F310 | 55  | Stefano Bizzarri      |        |        | 4–5             |
| RP Motorsport                             | Dallara F310 | 55  | Kevin Ceccon          |        |        | 6               |
| RP Motorsport                             | Dallara F310 | 55  | Biagio Bulnes         |        |        | 8               |
| Europa Corse                              | Dallara F310 | 23  | Leonardo Osmieri      |        | R      | 1               |
| Europa Corse                              | Dallara F310 | 39  | Alberto Costa         |        | R      | 5               |
| Ombra Racing                              | Dallara F310 | 25  | Giacomo Barri         |        | R      | Tutti           |
| Ombra Racing                              | Dallara F310 | 26  | Alberto Cerqui        |        | R      | Tutti           |
| Scuderia Victoria Scuderia Victoria World | Mygale M-10  | 37  | Tom Dillmann          |        |        | 1               |
| Scuderia Victoria Scuderia Victoria World | Mygale M-10  | 39  | Leonardo Osmieri      |        | R      | 3               |
| Line Race                                 | Mygale M-10  | 44  | Eugenio Palmeri       |        | R      | 1-2,4           |
| Line Race                                 | Mygale M-10  | 45  | Patrick Cicchiello    |        | R      | 7–8             |
| BVE Racing Team                           | Mygale M-10  | 49  | Ronnie Valori         |        | R      | Tutti           |
| Alan Racing Team                          | Mygale M-10  | 51  | Angelo Fabrizio Comi  |        |        | 1               |
| Alan Racing Team                          | Mygale M-10  | 52  | Matt Lee              |        | R      | 1-4             |
| Alan Racing Team                          | Mygale M-10  | 53  | Barrett Mertins       |        | R      | 1-4             |
| Alan Racing Team                          | Mygale M-10  | 54  | Pasquale Di Sabatino  |        |        | 1-2             |
| Gloria Pro Team                           | Dallara F310 |     | Giulio Glorioso       |        |        |                 |

| Icona | Classe                |
| ----- | --------------------- |
| C     | Campionato Nazionale  |
| T     | Trofeo Nazionale CSAI |
| Icona | Status                |
| R     | Esordiente            |

- Tutti utilizzano motori FPT e pneumatici Kumho.

## Premi al vincitore
Ai primi tre classificati al campionato viene offerto un test sulla vettura Ferrari di Formula 1 e uno su una vettura della Formula Renault V6 3.5 World Series.

## Riassunto della stagione

### Test durante la stagione
| Circuito            | Data                   | Pilota più rapido  | Team            | Tempo    |
| ------------------- | ---------------------- | ------------------ | --------------- | -------- |
| Mugello             | 5 maggio (mattina)     | Giacomo Barri      | Ombra Racing    | 1'44.014 |
| Mugello             | 5 maggio (pomeriggio)  | Edoardo Liberati   | Prema Powerteam | 1'43.407 |
| Imola               | 2 giugno (mattina)     | Christophe Zanella | JD Motorsport   | 1'42.649 |
| Imola               | 2 giugno (pomeriggio)  | Tom Dillmann       | Team Ghinzani   | 1'41.560 |
| Varano de' Melegari | 19 luglio (mattina)    | César Ramos        | BVM Target      | 1'03.155 |
| Varano de' Melegari | 19 luglio (pomeriggio) | Daniel Mancinelli  | Team Ghinzani   | 1'02.315 |
| Vallelunga          | 16 settembre           | Andrea Caldarelli  | Prema Powerteam | 1'30.473 |
| Mugello             | 29 settembre           | Edoardo Liberati   | Prema Powerteam | 1'42.628 |
| Monza               | 13 ottobre             | César Ramos        | BVM Target      | 1'46.777 |

## Risultati e classifiche

### Risultati
| Gara | Gara | Circuito         | Tempo     | Velocità     | Pole Position       | GPV                | Vincitore         | Vettura      | Team                |
| ---- | ---- | ---------------- | --------- | ------------ | ------------------- | ------------------ | ----------------- | ------------ | ------------------- |
| 1    | G1   | Misano Adriatico | 24:56.430 | 132,166 km/h | Christopher Zanella | Tom Dillmann       | Andrea Caldarelli | Dallara-Fiat | Prema Powerteam     |
| 1    | G2   | Misano Adriatico | 31:03.507 | 163,507 km/h |                     | Daniel Mancinelli  | Stéphane Richelmi | Dallara-Fiat | Lucidi Motors       |
| 2    | G1   | Hockenheimring   | 30:53.377 | 168,806 km/h | Gabriel Chaves      | Daniel Mancinelli  | Daniel Mancinelli | Dallara-Fiat | Team Ghinzani       |
| 2    | G2   | Hockenheimring   | 29:04.776 | 169,876 km/h |                     | César Ramos        | César Ramos       | Dallara-Fiat | BVM - Target Racing |
| 3    | G1   | Imola            | 31:09.384 | 170,165 km/h | Daniel Mancinelli   | César Ramos        | Daniel Mancinelli | Dallara-Fiat | Team Ghinzani       |
| 3    | G2   | Imola            | 31:24.075 | 168,838 km/h |                     | César Ramos        | Stéphane Richelmi | Dallara-Fiat | Lucidi Motors       |
| 4    | G1   | Mugello          | 30:06.872 | 177,651 km/h | Andrea Caldarelli   | Andrea Caldarelli  | Andrea Caldarelli | Dallara-Fiat | Prema Junior        |
| 4    | G2   | Mugello          | 31:00.700 | 162,364 km/h |                     | Samuele Buttarelli | Stéphane Richelmi | Dallara-Fiat | Lucidi Motors       |
| 5    | G1   | Varano           | 29:29.143 | 168,540 km/h | Stéphane Richelmi   | César Ramos        | Stéphane Richelmi | Dallara-Fiat | Lucidi Motors       |
| 5    | G2   | Varano           | 29:57.339 | 132,355 km/h |                     | César Ramos        | Jesse Krohn       | Dallara-Fiat | RP Motorsport       |
| 6    | G1   | Vallelunga       | 29:36.819 | 140,702 km/h | César Ramos         | César Ramos        | César Ramos       | Dallara-Fiat | BVM – Target Racing |
| 6    | G2   | Vallelunga       | 30:34.608 | 136,269 km/h |                     | César Ramos        | Sergio Campana    | Dallara-Fiat | Lucidi Motors       |
| 7    | G1   | Mugello          | 29:55.145 | 178,812 km/h | Andrea Caldarelli   | Andrea Caldarelli  | Andrea Caldarelli | Dallara-Fiat | Prema Junior        |
| 7    | G2   | Mugello          | 30:00.773 | 178,253 km/h |                     | Sergio Campana     | Sergio Campana    | Dallara-Fiat | Lucidi Motors       |
| 8    | G1   | Monza            | 30:56.063 | 168,540 km/h | César Ramos         | Andrea Caldarelli  | Sergio Campana    | Dallara-Fiat | Lucidi Motors       |
| 8    | G2   | Monza            | 30:56.339 | 190,984 km/h |                     | Edoardo Liberati   | César Ramos       | Dallara-Fiat | BVM – Target Racing |

### Classifica Piloti
- I punti sono assegnati secondo lo schema seguente:

| Sistema di punteggio | Sistema di punteggio | Sistema di punteggio | Sistema di punteggio | Sistema di punteggio | Sistema di punteggio | Sistema di punteggio | Sistema di punteggio | Sistema di punteggio | Sistema di punteggio | Sistema di punteggio | Sistema di punteggio | Sistema di punteggio |
| Pos                  | 1                    | 2                    | 3                    | 4                    | 5                    | 6                    | 7                    | 8                    | 9                    | 10                   | PP                   | GPV                  |
| -------------------- | -------------------- | -------------------- | -------------------- | -------------------- | -------------------- | -------------------- | -------------------- | -------------------- | -------------------- | -------------------- | -------------------- | -------------------- |
| Gara 1               | 20                   | 15                   | 12                   | 10                   | 8                    | 6                    | 4                    | 3                    | 2                    | 1                    | 1                    | 1                    |
| Gara 2               | 13                   | 11                   | 9                    | 8                    | 6                    | 5                    | 4                    | 3                    | 2                    | 1                    |                      | 1                    |

Vengono contati i 14 migliori risultati.
| Pos | Pilota                | MIS 1 | MIS 2 | HOC 1 | HOC 2 | IMO 1 | IMO 2 | MUG 1 | MUG 2 | VAR 1 | VAR 2 | VAL 1 | VAL 2 | MUG 1 | MUG 2 | MZA 1 | MZA 2 | Punti validi |
| --- | --------------------- | ----- | ----- | ----- | ----- | ----- | ----- | ----- | ----- | ----- | ----- | ----- | ----- | ----- | ----- | ----- | ----- | ------------ |
| 1   | César Ramos           | 3     | 3     | Rit   | 1     | 2     | 2     | 4     | 4     | 2     | 6     | 1     | 7     | 4     | 4     | 8     | 1     | 161 (165)    |
| 2   | Stéphane Richelmi     | 5     | 1     | 4     | Rit   | 4     | 1     | 5     | 1     | 1     | 8     | 3     | 6     | 2     | 2     | Rit   | 2     | 153          |
| 3   | Andrea Caldarelli     | 1     | 4     | 5     | Rit   | 8     | 4     | 1     | 7     | 3     | 5     | Rit   | 5     | 1     | 6     | 2     | 4     | 148          |
| 4   | Daniel Mancinelli     | 12    | 6     | 1     | 2     | 1     | 5     | 2     | 6     | 7     | 3     | 2     | Rit   | SQ    | 5     | 4     | 3     | 138          |
| 5   | Sergio Campana        | 14    | Rit   | 2     | Rit   | 6     | Rit   | 6     | 2     | 6     | 2     | Rit   | 1     | 3     | 1     | 1     | Rit   | 114          |
| 6   | Christopher Zanella   | 2     | 5     | 7     | 5     | 10    | 7     | 9     | 5     | 4     | 4     | 4     | 8     | 6     | 16    | 5     | Rit   | 90           |
| 7   | Jesse Krohn           | 11    | 8     | 3     | 6     | 5     | 3     | 8     | 10    | 8     | 1     | 8     | 9     | 7     | 11    |       |       | 66           |
| 8   | Samuele Buttarelli    | 10    | Rit   | 8     | 3     | 22    | 9     | 3     | 3     | 12    | 12    | Rit   | 3     | Rit   | 9     | 20    | 9     | 50           |
| 9   | Edoardo Liberati      | 15    | 10    | 11    | Rit   | 7     | 6     | 14    | 9     | 11    | 11    | 7     | 2     | Rit   | 8     | 3     | 10    | 44           |
| 10  | Gabriel Chaves        | 8     | 13    | 6     | Rit   | 12    | 11    | 7     | 8     | 9     | 10    | 16    | 4     | 5     | 7     | Rit   | 7     | 44           |
| 11  | Matt Lee              | 7     | 12    | 14    | 4     | 9     | Rit   | 17    | 13    | 5     | 7     | Rit   | 11    | 12    | 14    | 18    | 6     | 31           |
| 12  | Nicolas Marroc        |       |       |       |       |       |       |       |       |       |       | 5     | 19    | 8     | 3     | 7     | 5     | 30           |
| 13  | Tom Dillmann          | 4     | 2     |       |       |       |       |       |       |       |       |       |       | Rit   | 20    | Rit   | 20    | 22           |
| 14  | Frédéric Vervisch     | 9     | 7     | 9     | Rit   | 3     | Rit   | NP    | Rit   |       |       |       |       |       |       |       |       | 20           |
| 15  | Kevin Giovesi         | 6     | 9     | 10    | 8     | 11    | 10    | 12    | 14    | 10    | 9     | SQ    | Rit   | 9     | 12    | Rit   | 11    | 18           |
| 16  | Gianmarco Raimondo    | 16    | 11    | 12    | 11    | 14    | 8     | 15    | 17    | 21    | 18    | Rit   | 10    | Rit   | 10    | 6     | 8     | 14           |
| 17  | Giacomo Barri         | 22    | 17    | Rit   | 7     | 13    | 14    | 10    | 12    | 15    | 17    | 9     | 16    | 10    | Rit   | 19    | 12    | 8            |
| 18  | Francesco Castellacci | 21    | Rit   | 19    | 15    | Rit   | 15    |       |       |       |       | 6     | 18    | 13    | 15    | 14    | 13    | 6            |
| 19  | Alberto Cerqui        | 28    | 15    | 13    | 9     | Rit   | 13    | 11    | 15    | 17    | 13    | Rit   | 13    | 17    | Rit   | 10    | 21    | 3            |
| 20  | David Fumanelli       |       |       |       |       |       |       |       |       |       |       |       |       |       |       | 9     | 14    | 2            |
| 21  | Tyler Dueck           |       |       | 17    | 10    | 19    | 12    |       |       |       |       |       |       |       |       | Rit   | 16    | 1            |
| 22  | Andrea Roda           | 26    | 14    | 18    | 13    | 18    | Rit   | 18    | Rit   | 14    | 14    | 10    | Rit   | 14    | 17    | 11    | 18    | 1            |
| 23  | Vittorio Ghirelli     | 19    | SQ    | NP    | NP    | 21    | 17    |       |       |       |       | Rit   | 14    | 11    | 13    |       |       | 0            |
| 24  | Ronnie Valori         | 29    | Rit   | 21    | Rit   | 17    | 18    | 20    | Rit   | 18    | 21    | 11    | 15    | Rit   | 19    | 16    | 15    | 0            |
| 25  | Stefano Bizzarri      |       |       |       |       |       |       | Rit   | 11    | 16    | 15    |       |       |       |       |       |       | 0            |
| 26  | Barrett Mertins       | 18    | 18    | Rit   | Rit   | Rit   | 21    | Rit   | 20    | 19    | 20    | 12    | Rit   | 16    | 18    | 12    | 19    | 0            |
| 27  | Alex Fontana          | 25    | 22    | 15    | 12    | 15    | 16    | 16    | 18    | 13    | 16    | 15    | Rit   | 15    | 21    | 13    | Rit   | 0            |
| 28  | Kevin Ceccon          |       |       |       |       |       |       |       |       |       |       | Rit   | 12    |       |       |       |       | 0            |
| 29  | Nelson Mason          |       |       | 16    | 14    | 16    | Rit   | 13    | Rit   |       |       |       |       |       |       |       |       | 0            |
| 30  | Pasquale Di Sabatino  | 13    | Rit   | Rit   | 19    |       |       | NP    | NP    |       |       |       |       |       |       |       |       | 0            |
| 31  | Marco Moscato         |       |       |       |       |       |       |       |       |       |       | 13    | Rit   |       |       |       |       | 0            |
| 32  | Edolo Ghirelli        |       |       |       |       |       |       |       |       |       |       | 14    | 17    |       |       |       |       | 0            |
| 33  | Biagio Bulnes         |       |       |       |       |       |       |       |       |       |       |       |       |       |       | 15    | Rit   | 0            |
| 34  | Eugenio Palmeri       | 24    | Rit   | 20    | 16    |       |       | Rit   | 16    |       |       |       |       |       |       |       |       | 0            |
| 35  | Federico Scionti      | 23    | 16    | Rit   | 17    |       |       |       |       |       |       |       |       |       |       |       |       | 0            |
| 36  | Patrick Cicchiello    |       |       |       |       |       |       |       |       |       |       |       |       | 18    | Rit   | 17    | 17    | 0            |
| 37  | Marco Falci           | 17    | 23    | 22    | Rit   | 23    | 22    | Rit   | 19    |       |       |       |       |       |       |       |       | 0            |
| 38  | Matteo Beretta        |       |       | 23    | 18    | 20    | 20    | 19    | Rit   | Rit   | Rit   | Rit   | Rit   |       |       |       |       | 0            |
| 39  | Leonardo Osmieri      | 27    | 19    |       |       | Rit   | 19    |       |       | Rit   | 22    |       |       |       |       |       |       | 0            |
| 40  | Alberto Costa         |       |       |       |       |       |       |       |       | 20    | 19    |       |       |       |       |       |       | 0            |
| 41  | Dino Zamparelli       | 20    | 20    |       |       |       |       |       |       |       |       |       |       |       |       |       |       | 0            |
| 42  | Angelo Fabrizio Comi  | Rit   | 21    |       |       |       |       |       |       |       |       |       |       |       |       |       |       | 0            |
| Pos | Pilota                | MIS 1 | MIS 2 | HOC 1 | HOC 2 | IMO 1 | IMO 2 | MUG 1 | MUG 2 | VAR 1 | VAR 2 | VAL 1 | VAL 2 | MUG 1 | MUG 2 | MZA 1 | MZA 2 | Punti validi |

| Colore  | Risultato             |
| ------- | --------------------- |
| Oro     | Vincitore             |
| Argento | 2º posto              |
| Bronzo  | 3º posto              |
| Verde   | Finito a punti        |
| Blu     | Finito senza punti    |
| Viola   | Ritirato (Rit)        |
| Viola   | Non classificato (NC) |
| Rosso   | Non qualificato (NQ)  |
| Nero    | Squalificato (SQ)     |
| Bianco  | Non partito (NP)      |
| Bianco  | Non ha gareggiato     |
| Bianco  | Infortunato (INF)     |
| Bianco  | Escluso (ES)          |
| Bianco  | Gara cancellata (C)   |